# ایر ویا
ایر ویا (به انگلیسی: Air VIA) یک شرکت هواپیمایی با کد یاتا VL است که در تاریخ ۱۹۹۰ میلادی تأسیس شده است. دفتر مرکزی ایر ویا در صوفیه، بلغارستان واقع شده‌است و قطب این شرکت هواپیمایی در فرودگاه صوفیه قرار دارد .